# Громовик дніпровський
Громовик дніпровський (Onosma borysthenica) — вид рослин з родини шорстколистих (Boraginaceae), ендемік України.

## Опис
Дворічна рослина 30–50 см заввишки. Стебла густо вкриті щетинками 3–4 мм завдовжки і короткими волосками. Листки розміром 2–12 см × 4–12 мм. Чашечка 15–20 мм завдовжки. Віночок 18–21 мм завдовжки.

## Поширення
Ендемік України.
Росте на річкових і приморських пісках — у південній частині Степу від гирла Дунаю до коси Обіточної (Запорізька область).